# Piabucus
Piabucus es un género de peces de la familia Characidae y de la orden de los Characiformes.

## Especies
- Piabucus caudomaculatus Vari, 1977
- Piabucus dentatus (Kölreuter, 1763)
- Piabucus melanostoma Holmberg, 1891